# Chas Smash
Chas Smash, pseudonimo di Cathal Joseph Patrick Smyth, detto Carl (Londra, 14 gennaio 1959), è un polistrumentista britannico, membro del gruppo 2 tone ska Madness, in cui è principalmente trombettista e seconda voce.